# Litesound
Litesound est un groupe de rock biélorusse, originaire de Minsk.

## Biographie

### Débuts
Le groupe, à l'origine un duo acoustique, est formé en 2002 par les frères Dmitry et Vladimir Karyakin. En 2005, le groupe change en quatuor et devient Litesound. Ils recrutent le bassiste Mario Gulinsky et le batteur Sergey Genko. En 2006, le groupe remporte le Maiori International Music Festival, organisé en Italie, durant lequel ils rencontrent le chanteur italien Jacopo Massa, qui prenait part à la compétition. Massa et Litesound commencent à s'associer, menant Massa à apparaitre dans divers concerts comme invité. Finalement, Massa devient membre officiel du groupe. Le guitariste russe Alex Kolchin et le batteur biélorusse Ignat Yakovich se joignent aussi au groupe tandis que Gulinsky et Genko quittent le groupe en 2006.
Le groupe participe à l'Eurofest 2006, dans l'espoir de représenter la Biélorussie au Concours Eurovision de la chanson, jouant le morceau My Faith qui se classe 6e. Litesound participe à l'Eurofest 2008 jouant le morceau Do You Believe avec lequel ils finissent deuxième, mais perdent finalement face à Ruslan Alekhno. Ils finissent à l'Eurofest 2009, se classant troisième avec le morceau Carry On, qui fait participer Dakota. En 2010, le groupe publie son premier album, Going to Hollywood, qui comprend le single Solo Per Te.

### Eurovision
Le 24 février 2012, le groupe est choisi pour représenter la Biélorussie au Concours Eurovision de la chanson 2012 à Bakou, en Azerbaïdjan avec la chanson We Are the Heroes (Nous sommes les héros).
Pourtant, lors de la finale nationale du 14 février 2012, une autre artiste avait été choisie pour représenter la Biélorussie : Alena Lanskaya avec la chanson All My Life. Finalement, la chaîne retransmettant le concours décide d'envoyer à Bakou un autre participant de cette finale, le groupe Litesound.